# Station Wiesbaden Auringen-Medenbach
Station Wiesbaden Auringen-Medenbach is een spoorwegstation in de Duitse plaats Auringen/Medenbach, Wiesbaden. Het station werd in 1879 geopend aan de Spoorlijn Wiesbaden - Niedernhausen.

## Treinverbindingen
De volgende treinserie stopt in Wiesbaden Auringen-Medenbach
| Spoorlijn:                | Treinsoort: | Route:                                                                                | Bijzonderheden: |
| ------------------------- | ----------- | ------------------------------------------------------------------------------------- | --------------- |
| Wiesbaden - Niedernhausen | RB21        | Wiesbaden - Wiesbaden Auringen-Medenbach - Niedernhausen (- Limburg an der Lahn) v.v. | 2× per uur      |